# Al-Sailiya Sports Club
Al-Sailiya Sport Club (árabe: السيلية) é um clube de futebol da cidade de Doha no Qatar.